# Hrvatske županije
Županija je jedinica područne (regionalne) samouprave u Republici Hrvatskoj čije područje „predstavlja prirodnu, povijesnu, prometnu, gospodarsku, društvenu i samoupravnu cjelinu, a ustrojava se radi obavljanja poslova od područnoga (regionalnoga) interesa”. Županija obuhvaća više prostorno povezanih općina i gradova na svomu području. Cijelo područje Republike Hrvatske podijeljeno je na 20 županija i Grad Zagreb, koji kao glavni grad Hrvatske ima položaj grada, a položajem grada čini poseban status grada i županije.

## Djelokrug
Županije obavljaju poslove od područnoga (regionaloga) značaja, a koji nisu Ustavom i zakonima dodijeljeni državnim tijelima. Djelokrug županija može biti izvorni (samoupravni) te povjereni (poslove državne uprave).
Županija u svomu samoupravnomu djelokrugu obavlja poslove koji se odnose na:
- obrazovanje,
- zdravstvo,
- prostorno i urbanističko planiranje,
- gospodarski razvoj,
- promet i prometnu infrastrukturu,
- održavanje javnih cesta,
- planiranje i razvoj mreže obrazovnih, zdravstvenih, socijalnih i kulturnih ustanova,
- izdavanje građevinskih i lokacijskih dozvola, drugih akata vezanih uz gradnju te provedbu dokumenata prostornog uređenja za područje županije izvan područja velikoga grada;
- ostale poslove sukladno posebnim zakonima.

Odlukom predstavničkoga tijela jedinice lokalne samouprave (odnosno općine ili grada) u skladu s njezinim statutom i statutom županije, mogu se pojedini poslovi iz samoupravnoga djelokruga općine ili grada prenijeti na županiju.
Povjereni poslovi su poslovi državne uprave koji obavljaju županije, a određuju se zakonom. Troškovi obavljanja poslova državne uprave koji su preneseni na tijela županije podmiruju se iz državnoga proračuna.

## Naziv i obilježja
Vidi još: Zastave i grbovi hrvatskih županija
Nazivi hrvatskih županija određeni su Zakonom o područjima županija, gradova i općina u Republici Hrvatskoj, a osnova je naziv naselja u kojemu je sjedište županijske skupštine. Naziv županije može se odrediti i prema povijesnomu ili zemljopisnomu obilježju.
Obilježja županije su grb i zastava. Grb i zastava uređuju se statutom ili statutarnom odlukom uz prethodno odobrenje Središnjega državnog ureda za upravu.

## Popis županija
Županije na području Republike Hrvatske jesu:
| Županija                        | Površina (km²) | Broj stanovnika (2011.) | Broj gradova i općina (gradova/općina) | Sjedište       | Smještaj |
| ------------------------------- | -------------- | ----------------------- | -------------------------------------- | -------------- | -------- |
| Zagrebačka županija             | 3060           | 299 985                 | 34 (9/25)                              | Zagreb         |          |
| Krapinsko-zagorska županija     | 1229           | 120 702                 | 32 (7/25)                              | Krapina        |          |
| Sisačko-moslavačka županija     | 4468           | 139 603                 | 19 (6/13)                              | Sisak          |          |
| Karlovačka županija             | 3626           | 112 195                 | 22 (5/17)                              | Karlovac       |          |
| Varaždinska županija            | 1262           | 159 487                 | 28 (6/22)                              | Varaždin       |          |
| Koprivničko-križevačka županija | 1748           | 101 221                 | 25 (3/22)                              | Koprivnica     |          |
| Bjelovarsko-bilogorska županija | 2640           | 101 879                 | 23 (5/18)                              | Bjelovar       |          |
| Primorsko-goranska županija     | 3588           | 265 419                 | 36 (14/22)                             | Rijeka         |          |
| Ličko-senjska županija          | 5353           | 42 748                  | 12 (4/8)                               | Gospić         |          |
| Virovitičko-podravska županija  | 2024           | 70 368                  | 16 (3/13)                              | Virovitica     |          |
| Požeško-slavonska županija      | 1823           | 64 084                  | 10 (5/5)                               | Požega         |          |
| Brodsko-posavska županija       | 2030           | 130 267                 | 28 (2/26)                              | Slavonski Brod |          |
| Zadarska županija               | 3646           | 159 766                 | 34 (6/28)                              | Zadar          |          |
| Osječko-baranjska županija      | 4155           | 258 026                 | 42 (7/35)                              | Osijek         |          |
| Šibensko-kninska županija       | 2984           | 96 381                  | 20 (5/15)                              | Šibenik        |          |
| Vukovarsko-srijemska županija   | 2454           | 143 113                 | 31 (5/26)                              | Vukovar        |          |
| Splitsko-dalmatinska županija   | 4540           | 423 407                 | 55 (16/39)                             | Split          |          |
| Istarska županija               | 2813           | 195 237                 | 41 (10/31)                             | Pazin          |          |
| Dubrovačko-neretvanska županija | 1781           | 115 564                 | 22 (5/17)                              | Dubrovnik      |          |
| Međimurska županija             | 729            | 105 250                 | 25 (3/22)                              | Čakovec        |          |
| Grad Zagreb                     | 641            | 767 131                 | /                                      | /              |          |
| UKUPNO:                         | 56 594         | 3 871 833               | ‍                                       | ‍               |          |

## Područja županija
Županije su osnovane Zakonom o područjima županija, gradova i općina u Republici Hrvatskoj[kada?] i pravne su osobe. Područje županija određeno je popisom općina i gradova koji čine područje županije, odnosno županije se sastoje od više općina i gradova. Županije se mogu osnivati, ukidati i mijenjati jedino zakonom, ni u kojem slučaju podzakonskim ili drugim aktom.
Nepune dvije godine, od 29. rujna 1995. do 15. veljače 1997. grad Zagreb bio je uklopljen u Zagrebačku županiju, koja je svoj naziv promijenila iz dotadašnjeg „Županija Zagrebačka”. Gradonačelnik grada Zagreba bio je po položaju župan Zagrebačke županije, a podžupan je bio dotadašnji župan Županije Zagrebačke. Grad Zagreb je imao poseban samoupravni položaj, ali ipak unutar Zagrebačke županije. Sjedište Zagrebačke županije od tada je u Zagrebu, kao i skupština, ali je županijski sud u Velikoj Gorici, a ostale službe rasprostranjene su po svakoj općini i gradu današnje Zagrebačke županije.
Zagrebačka je županija prva županija koja je službeno promijenila svoj naziv.

## Tijela županije

### Županijska skupština
Županijska skupština je predstavničko tijelo građana i tijelo područne (regionalne) samouprave koje donose akte u okviru djelokruga županije te obavljaju druge poslove u skladu sa zakonom i statutom županije.
Broj članova županijske skupštine mora biti neparan, određuje se županijskim statutom, a mora biti između 31 i 51. Skupština Grada Zagreba ima 51 člana. Mandat člana županijske skupštine traje četiri godine. Županijska skupština ima predsjednika i do dva potpredsjednika, koji se biraju većinom glasova svih članova županijske skupštine.
Županijska skupština kao predstavničko tijelo:
- donosi statut
- donosi odluke i druge opće akte kojima uređuje pitanja iz samoupravnoga djelokruga županije
- bira i razrješuje župana i njegove zamjenike te članove poglavarstva,
- osniva i bira članove radnih tijela vijeća, odnosno skupštine te imenuje i razrješuje druge osobe određene zakonom, drugim propisom ili statutom
- uređuje ustrojstvo i djelokrug upravnih tijela županije
- osniva javne ustanove i druge pravne osobe za obavljanje gospodarskih, društvenih, komunalnih i drugih djelatnosti od interesa za županiju
- obavlja i druge poslove koji su zakonom ili drugim propisom stavljeni u djelokrug skupštine

### Župan
Župan je izvršno tijelo županije i razlikuje se od crkvenoga župana.
Župana bira županijska skupština iz reda svojih članova, na način i po postupku utvrđenim poslovnikom u skladu sa statutom i zakonom. Župan može imati do dva zamjenika. Župan zastupa županiju, a ujedno je i predsjednik županijskoga poglavarstva. Župan je odgovoran središnjim tijelima državne uprave za obavljanje poslova državne uprave prenijetih u djelokrug tijela županije. Župan, u obavljanju poslova iz samoupravnoga djelokruga županije ima pravo obustaviti od primjene opći akt skupštine ako ocijeni da je tim aktom povrijeđen zakon ili drugi propis te zatražiti od skupštine da u roku od 15 dana otkloni uočene nedostatke. Ako predstavničko tijelo to ne učini, župan je dužan u roku od osam dana o tome obavijestiti čelnika središnjega tijela državne uprave ovlaštenoga za nadzor nad zakonitošću rada tijela jedinica lokalne i područne (regionalne) samouprave.
Članove poglavarstva bira županijska skupština u pravilu iz reda svojih članova, na prijedlog predsjednika poglavarstva, većinom glasova svih članova, na vrijeme od četiri godine. Članovi poglavarstva mogu biti zaduženi za jedno ili više određenih područja iz djelokruga županije. Poglavarstvo ima od 7 do 13 članova, dok Poglavarstvo Grada Zagreba ima 9 do 15 članova. Županijsko poglavarstvo odgovorno je za svoj rad županijskog skupštini. Poglavarstvo obavlja sljedeće funkcije:
- priprema prijedloge općih akata;
- izvršava ili osigurava izvršavanje općih akata predstavničkog tijela;
- usmjerava djelovanje upravnih tijela županije u obavljanju poslova iz njihovoga samoupravnog djelokruga te nadzire njihov rad;
- upravlja i raspolaže nekretninama i pokretninama u vlasništvu županije kao i njezinim prihodima i rashodima, u skladu sa zakonom i statutom;
- obavlja i druge poslove utvrđene statutom.

### Upravni odjeli i službe
Za obavljanje poslova iz samoupravnoga djelokruga županije, kao i poslova državne uprave prenijetih na županiju, ustrojavaju se upravni odjeli i službe (upravna tijela). Upravnim tijelima upravljaju pročelnici, koje na temelju javnoga natječaja imenuje župan.

## Pravni akti
Županijska skupština donosi odluke većinom glasova ako je na sjednici nazočna većina članova predstavničkoga tijela. Statut, proračun i godišnji obračun donose se većinom glasova svih članova skupštine.
Poglavarstvo donosi odluke većinom glasova ako je na sjednici nazočna većina njegovih članova.

### Statut
Statutom se podrobnije uređuje samoupravni djelokrug županije, njezina obilježja, javna priznanja, ustrojstvo, ovlasti i način rada tijela, način obavljanja poslova, oblici konzultiranja građana, provođenje referenduma u pitanjima iz djelokruga, mjesna samouprava, ustrojstvo i rad javnih službi, oblici suradnje jedinica područne (regionalne) samouprave te druga pitanja od važnosti za ostvarivanje prava i obveza.

### Poslovnik
Način rada predstavničkoga tijela uređuje se poslovnikom predstavničkoga tijela, u skladu sa Zakonom i statutom.
Poslovnik se donosi većinom glasova svih članova predstavničkoga tijela.

### Opći i pojedinačni akti
Županijska skupština donosi odluke i druge opće akte, u skladu sa svojim statutom. Prije nego što stupi na snagu, opći akt obvezno se objavljuje u službenom glasilu županije.
Upravna tijela županije u izvršavanju općih akata skupštine donose pojedinačne akte kojima rješavaju o pravima, obvezama i pravnim interesima fizičkih i pravnih osoba. Protiv pojedinačnih akata koja u prvom stupnju donose upravna tijela županije, može se izjaviti žalba nadležnom ministarstvu.

## Financiranje
Županija ima prihode kojima u okviru svoga samoupravnoga djelokruga slobodno raspolaže.
Prihodi županije su:
- županijski porezi, prirez, naknade, doprinosi i pristojbe,
- prihodi od stvari u njezinom vlasništvu i imovinskih prava,
- prihodi od trgovačkih društava i drugih pravnih osoba u njezinom vlasništvu, odnosno u kojima ima udio ili dionice,
- prihodi od naknada za koncesiju koje daje njezino predstavničko tijelo,
- novčane kazne i oduzeta imovinska korist za prekršaje koje sama propiše u skladu sa zakonom,
- udio u zajedničkim porezima s Republikom Hrvatskom,
- sredstva pomoći i dotacija Republike Hrvatske predviđena u državnom proračunu,
- drugi prihodi određeni zakonom.

Županijska skupština donosi godišnji proračun koji se dostavlja Ministarstvu financija u roku od 15 dana od dana njegova donošenja.

## Grad Zagreb
Status Grada Zagreba reguliran je Zakonom o Gradu Zagrebu. Grad Zagreb ima položaj županije. Grad Zagreb u okviru svoga samoupravnoga djelokruga obavlja poslove iz djelokruga grada i djelokruga županije te druge poslove u skladu sa zakonom.
Gradska skupština Grada Zagreba predstavničko je tijelo građana Grada Zagreba koje donosi akte u okviru samoupravnog djelokruga Grada Zagreba te obavlja druge poslove u skladu sa zakonom i Statutom. Gradsku skupštinu čini 51 član.
Izvršno tijelo Grada Zagreba je gradonačelnik Grada Zagreba.

## Vanjske poveznice
- Hrvatska zajednica županija